# Mansour Niang
Pour les articles homonymes, voir Niang.
Le Général de brigade Mansour Niang est un officier général sénégalais ayant exercé les fonctions de Gouverneur du Palais, de Directeur de l'Administration Pénitentiaire et d'Attaché militaire.

## Formation
Il intègre en 1971 l'École spéciale militaire de Saint-Cyr.
De 1971 à 1973, il est élève-officier appartenant à la promotion No 158 capitaine Jean Danjou. Il est également de la même promotion que les officiers sénégalais suivants: Djibril Diop (gendarme), Pape M. Mbarek Diop, Leyti Ka, Bamalik Ndiour (Soufi), Papa Momar Niang.
Parmi ces anciens à Saint-Cyr, on peut citer les militaires sénégalais de la promotion No 157 général de Gaulle: Babacar Gaye (ancien CEMGA), le colonel de gendarmerie Alioune Badara Niang (ancien DG du Port autonome de Dakar en remplacement de Pathé Ndiaye), Général Abdoulaye Dieng (ambassadeur du Sénégal en Guinée-Bissau) et l'intendant colonel Oumar Niang (attaché militaire au Maroc).
Sorti Lieutenant, il suit le Cours de perfectionnement des officiers subalternes à l'École d'application de l'arme blindée cavalerie de Saumur.

## Carrière
Il est d'abord affecté dans l'escadron blindé de la légion de Gendarmerie d'intervention.
Il a été commandant du détachement des forces sénégalaises en Gambie pendant la confédération de Sénégambie. À ce titre, il a eu à collaborer très étroitement avec le président Dawda Jawara.
Il participe à la création du Groupement d'intervention de la gendarmerie nationale sénégalaise.
Il a été Directeur de l'administration pénitentiaire.
Il est nommé gouverneur du palais par le président Abdou Diouf. Son intégrité rendit la collaboration difficile avec le tout-puissant ministre Ousmane Tanor Dieng.
De 1999 à 2001, il commande le groupe de 20 officiers de gendarmerie et de police sénégalais intégré dans les forces de police internationale au Kosovo et travaillant sous les ordres de Bernard Kouchner.
Après une période sans occupation, il est nommé attaché militaire en Mauritanie.
Le Général de brigade Mansour Niang est le coordonnateur de la sécurité pour le sommet de l'OCI. Il travaille étroitement dans ce cadre avec Karim Wade.
Le Général de brigade Mansour Niang est titulaire de plusieurs décorations nationales et étrangères.

## Famille
Le Général Mansour Niang est marié et père de 5 enfants.